# Wingst
Wingst is een gemeente in de Duitse deelstaat Nedersaksen. De gemeente was onderdeel van de Samtgemeinde Am Dobrock in het Landkreis Cuxhaven. Die Samtgemeinde fuseerde per 1 januari 2016 met de Samtgemeinde Land Hadeln, waarbij Land Hadeln de naam werd voor de nieuwe Samtgemeinde. Wingst telt 3.366 inwoners.
De gemeente is vernoemd naar de Wingst, een heuvelrug met maximale hoogte van 75 meter. De rug vormt de grens tussen het Land Hadeln en het Land Kehdingen.

## Indeling gemeente
Wingst is niet één aaneengesloten dorp met gesloten bebouwing. Het bestaat uit 16, rondom de heuvelrug gelegen, buurtschappen:
| - Altkehdingen - Bargkamp - Dobrock - Ellerbruch - Geestberg - Grift - Höden - Höftgrube (bij het station) | - Oppeln (in 2000 ca. 300 inwoners) - Seemoor - Süderbusch - Voigtding - Westerhamm - Wassermühle - Weißenmoor - Zollbaum |

## Ligging, verkeer

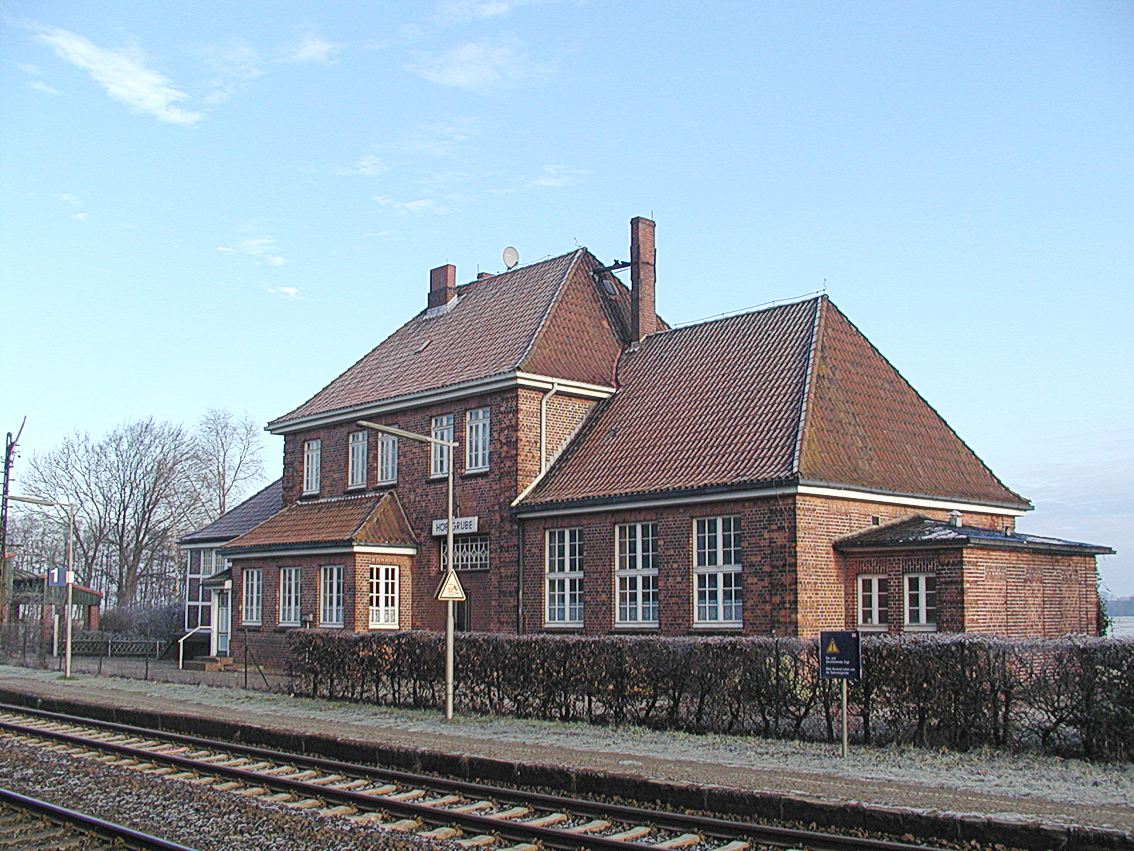
Station Wingst

Wingst ligt ten zuidoosten van Otterndorf, de hoofdplaats en bestuurszetel van de Samtgemeinde, en ten noordwesten van Hemmoor.
Door Wingst loopt de Bundesstraße 73, de belangrijkste verkeersweg in de Samtgemeinde. Er is sedert 1881 een klein station aan de spoorlijn Cuxhaven - Hamburg-Harburg, 30 km van Station Cuxhaven verwijderd. Overig openbaar vervoer in, van en naar Wingst is beperkt tot belbussen.

## Geschiedenis

Ligging dorpen en gehuchten rondom de Wingst 1657-heden

De Wingst is vanaf het Neolithicum bewoond geweest, hetgeen blijkt uit de aanwezigheid van een hunebed. Megalietmonumenten zijn doorgaans gemaakt door dragers van de Trechterbekercultuur (3500-2800 v.Chr.). De plaats- of heuvelnaam Winx is in 1301 in een document vermeld; aartsbisschop Gijsbert van Bronkhorst van Bremen droeg het bestuur van een (niet meer bestaande) burcht aan de Balksee over aan lokale edelen. De betekenis van de naam Winx is onbekend.
Van 1613 totdat deze circa 1865 opdroogde was hier een minerale bron, de Johannisbrunnen, aanwezig. Tot ongeveer het midden van de 19e eeuw was de Wingst grotendeels met eikenhakhout en heide bedekt; daarna volgde een bebossing met vooral naaldhout.

## Bezienswaardigheden, toerisme
De gemeente Wingst bestaat hoofdzakelijk van het toerisme naar de gelijknamige, beboste heuvelrug. Deze steekt relatief ver en opvallend uit boven het vlakke polder- en veenland eromheen.
De Wingst is ongeveer 11 km2 groot, en maximaal 75 meter hoog (Silberberg). De rug ontstond uit een eindmorene uit de voorlaatste ijstijd, het Saalien. Het bekendste punt op de Wingst is de uitspanning rondom de in 1860 gebouwde en sindsdien meermalen gemoderniseerde uitzichttoren op de 67 meter hoge heuvel Deutscher Olymp. Deze is in 1855 zo genoemd naar de berg Olympus uit de Griekse mythologie. De uitzichttoren is 23 meter hoog en beschikt over een lift.
De Wingst is reeds vanaf omstreeks 1800 toeristisch ontwikkeld. In 1819 werd over een landhuis in de gemeente,Gutshaus Dobrock, bericht, dat hier aan wandelaars verversingen werden geserveerd.  Er zijn talrijke horecagelegenheden aanwezig, en ook een camping, een klein pretpark alsmede een kleine, ook 's winters dagelijks geopende, dierentuin. Door het gebied lopen verscheidene wandel- en fietsroutes. Ook is er een tennishal en een groot zwembad.
Ten zuidwesten van de Wingst bevindt zich een laag- en hoogveenlandschap met daarin een meer, de  130 à 140 hectare grote Balksee. Tot 1974 werd dit meer voor recreatieve doeleinden (watersport, strandvermaak, in de winter schaatstochten) gebruikt. Daarna is de Balksee met zijn omgeving tot natuurreservaat verklaard. De Balksee verlandt sindsdien langzaam. De oude, houten uitzichttoren (met picknickbanken) aan de Balksee was in 2024 nog toegankelijk; houders van een Duitse visakte mogen hier in het meer hengelen.
In een voormalige school in de buurtschap Wassermühle is een bescheiden Waldmuseum, bosmuseum, ingericht (alleen 's zomers geopend, doorgaans alleen op zondagmiddag).
De buurtschap Dobrock  geniet tot ver buiten de regio bekendheid in verband met een jaarlijks paardensportevenement.  De wereldberoemde  springruiter Paul Schockemöhle is hierbij verscheidene malen aanwezig geweest.

## Afbeeldingen

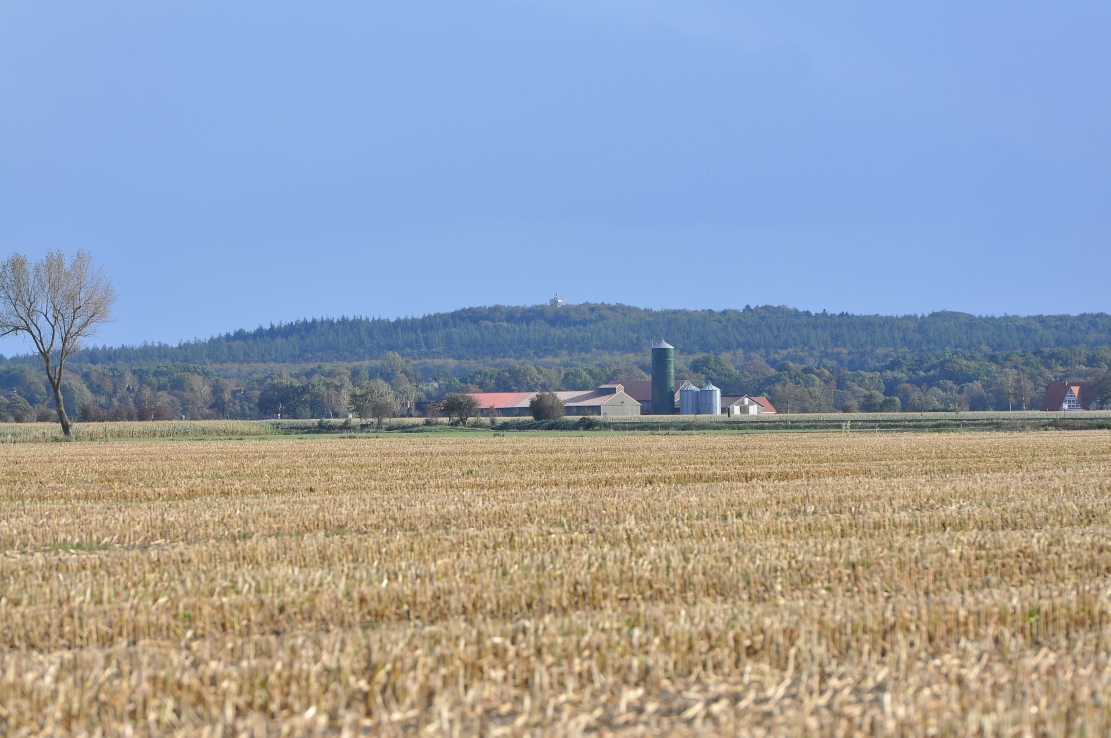
De Wingst
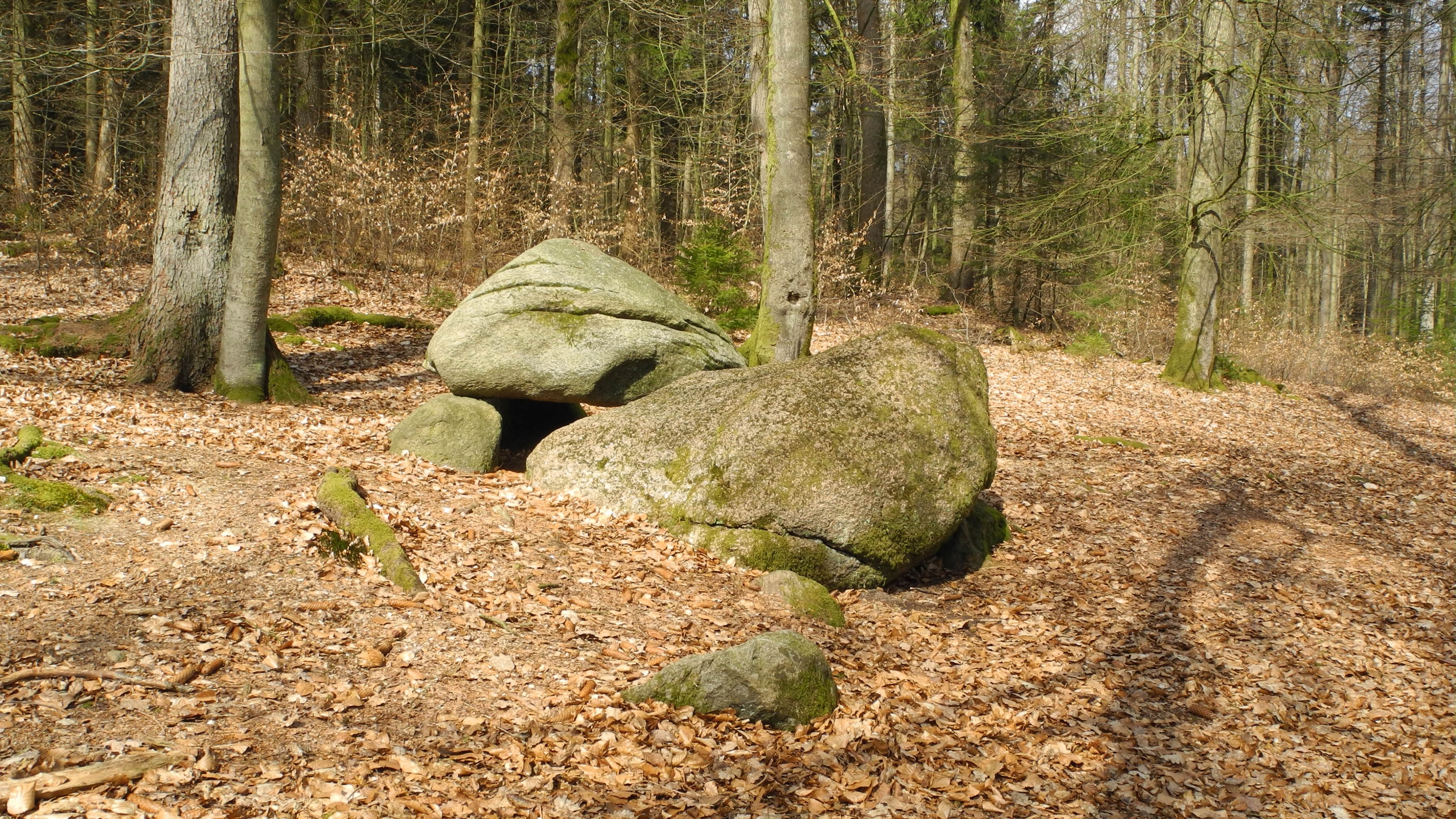
Hunebed in de Wingst, Sprockhoff-nummer 644
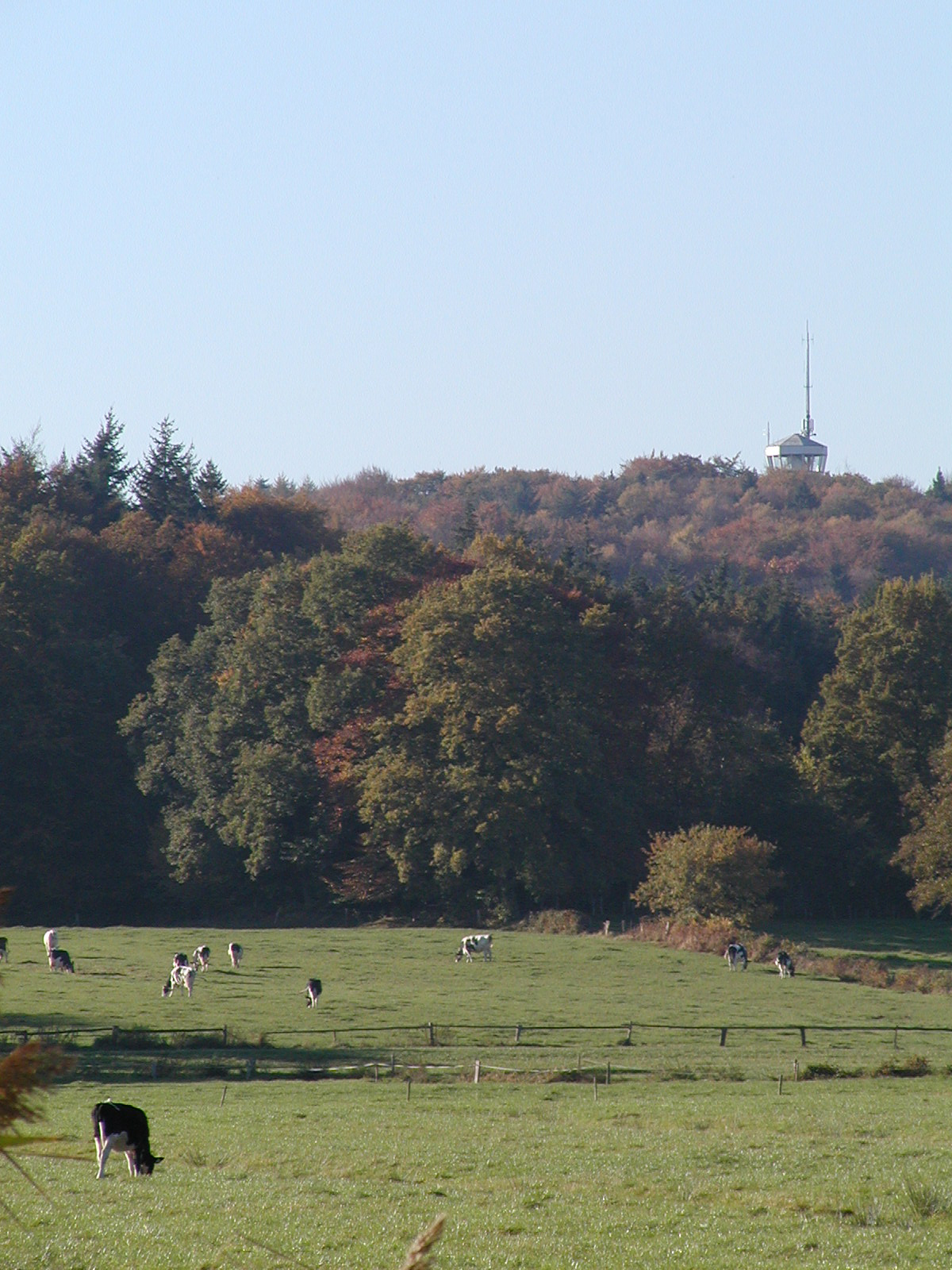
De heuvel Deutscher Olymp in de heuvelrug Wingst
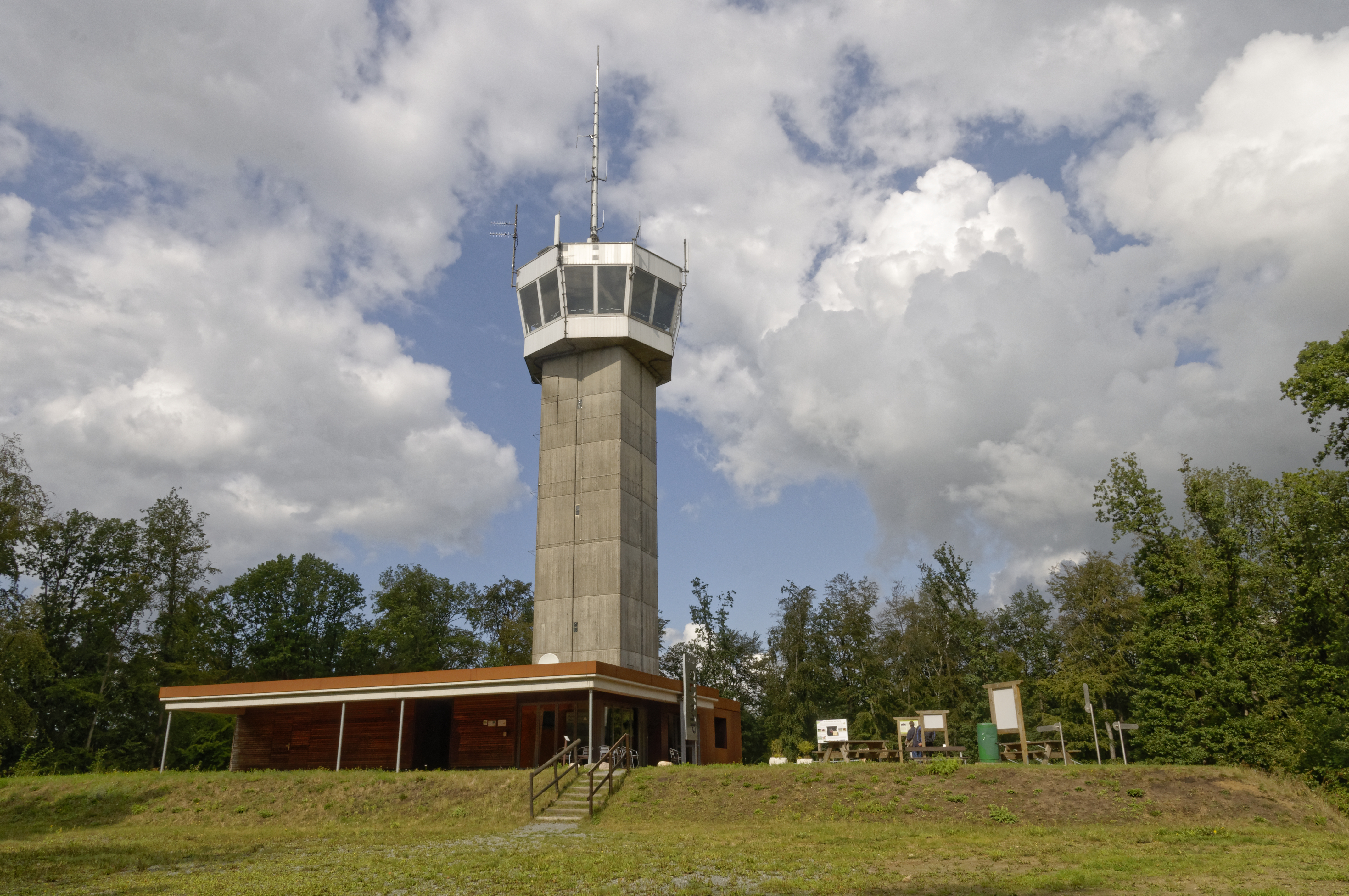
Uitzichttoren Deutscher Olymp
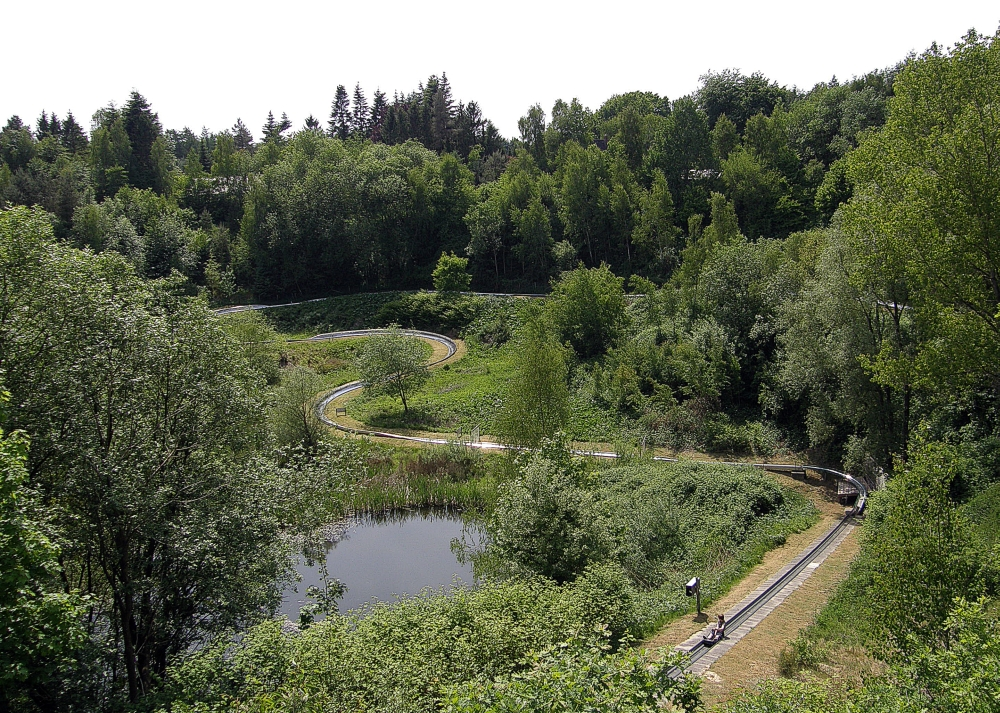
Spoorbaantje in het pretpark Freizeitpark Wingst
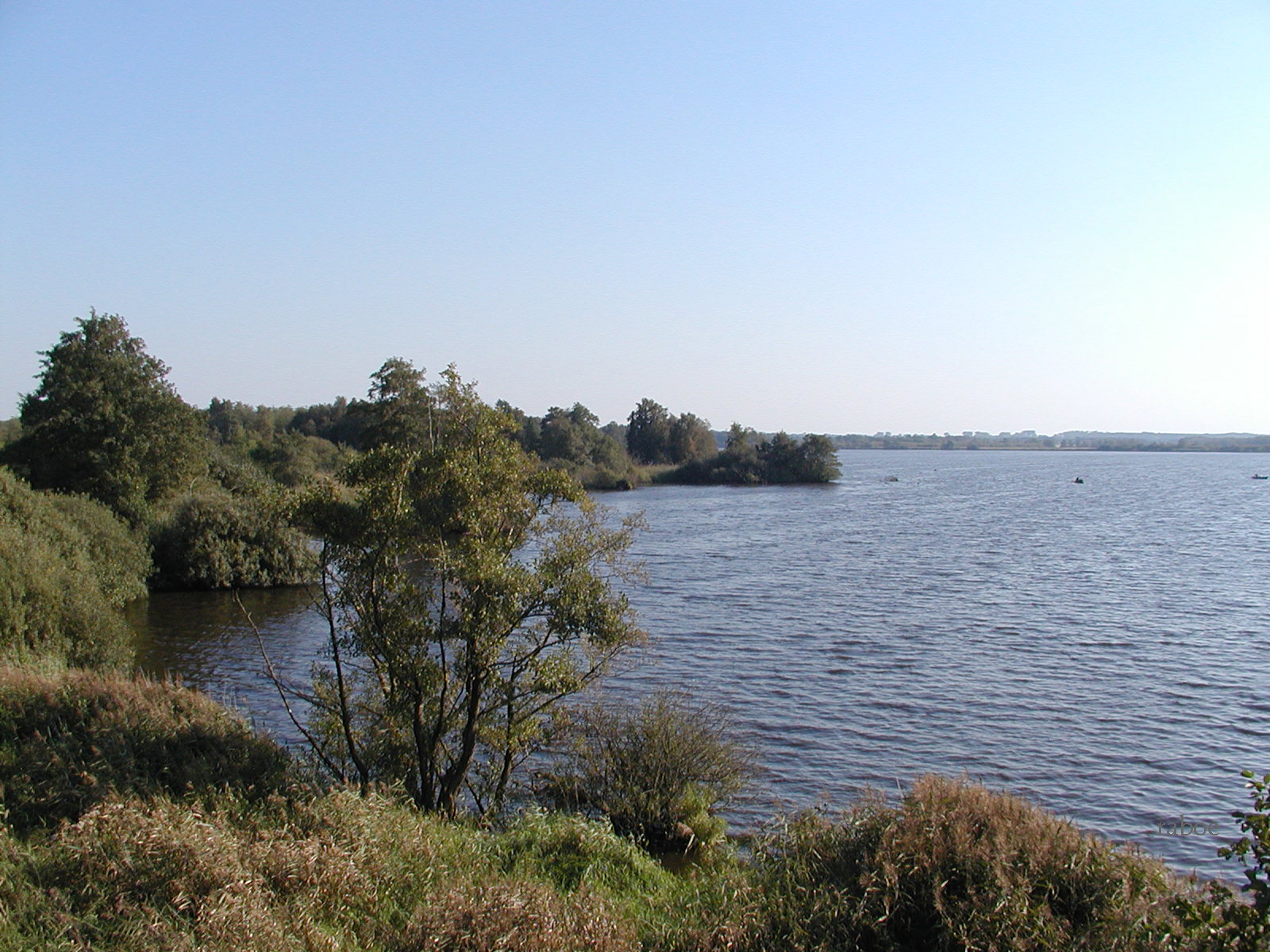
De Balksee
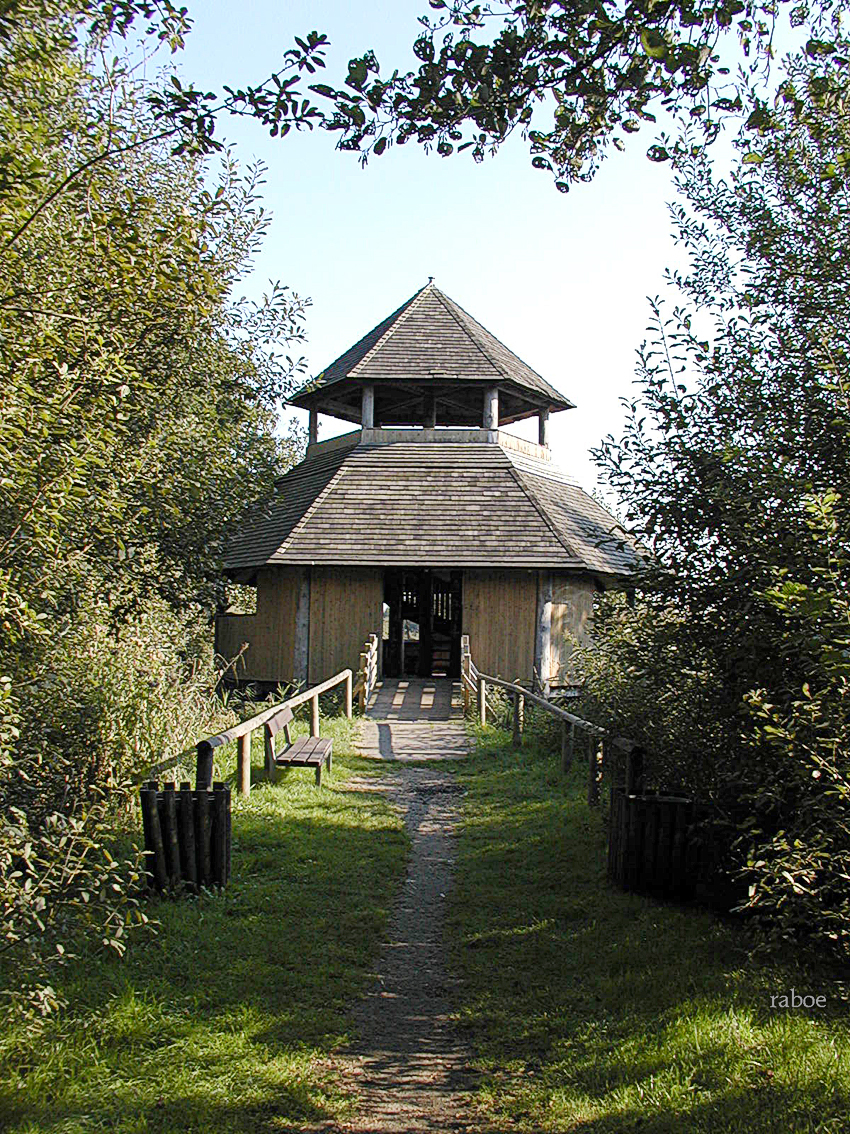
Houten uitzichttorentje (2005) aan de Balksee
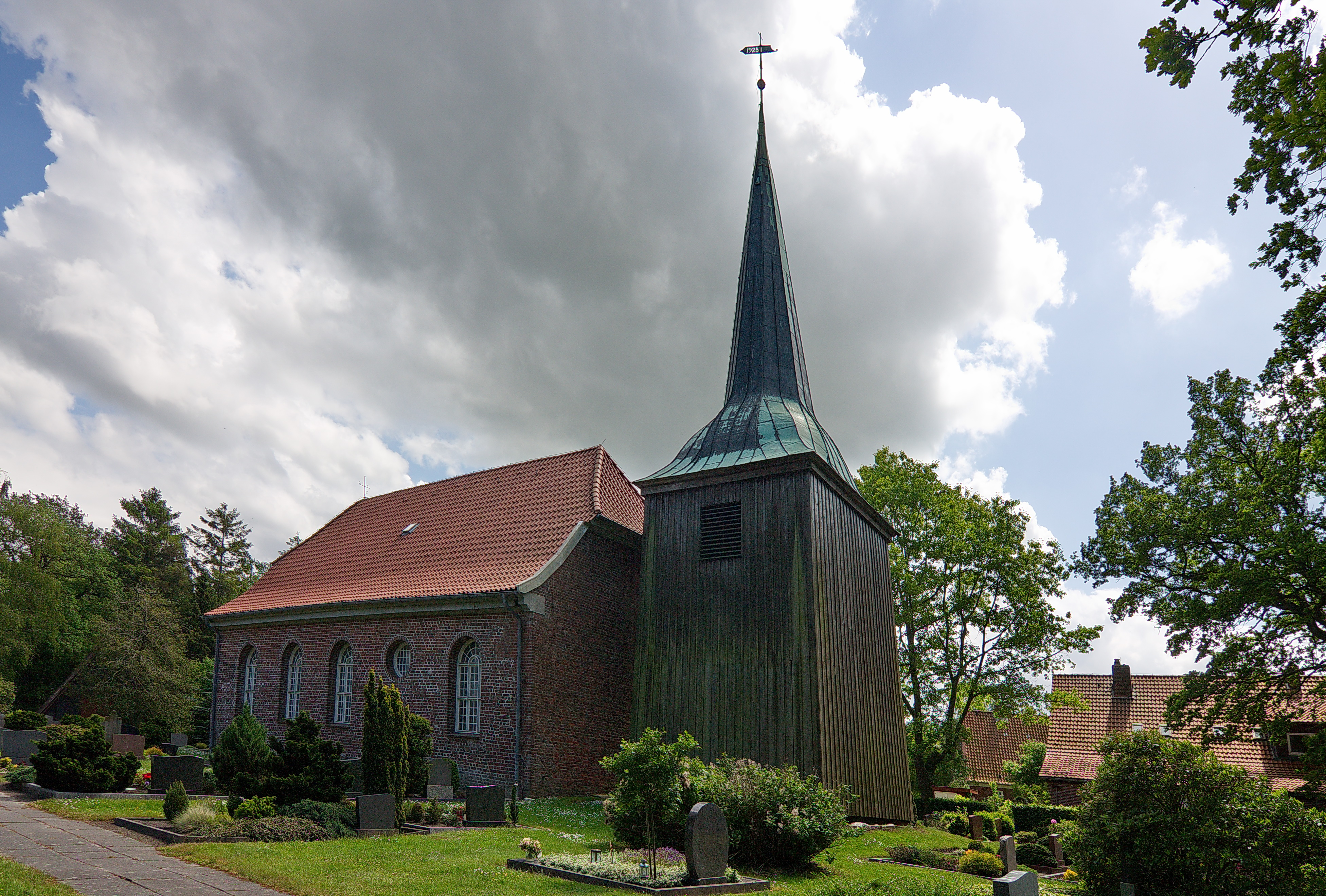
Evang.-lutherse St.-Nicolaaskerk (1734), Dobrock
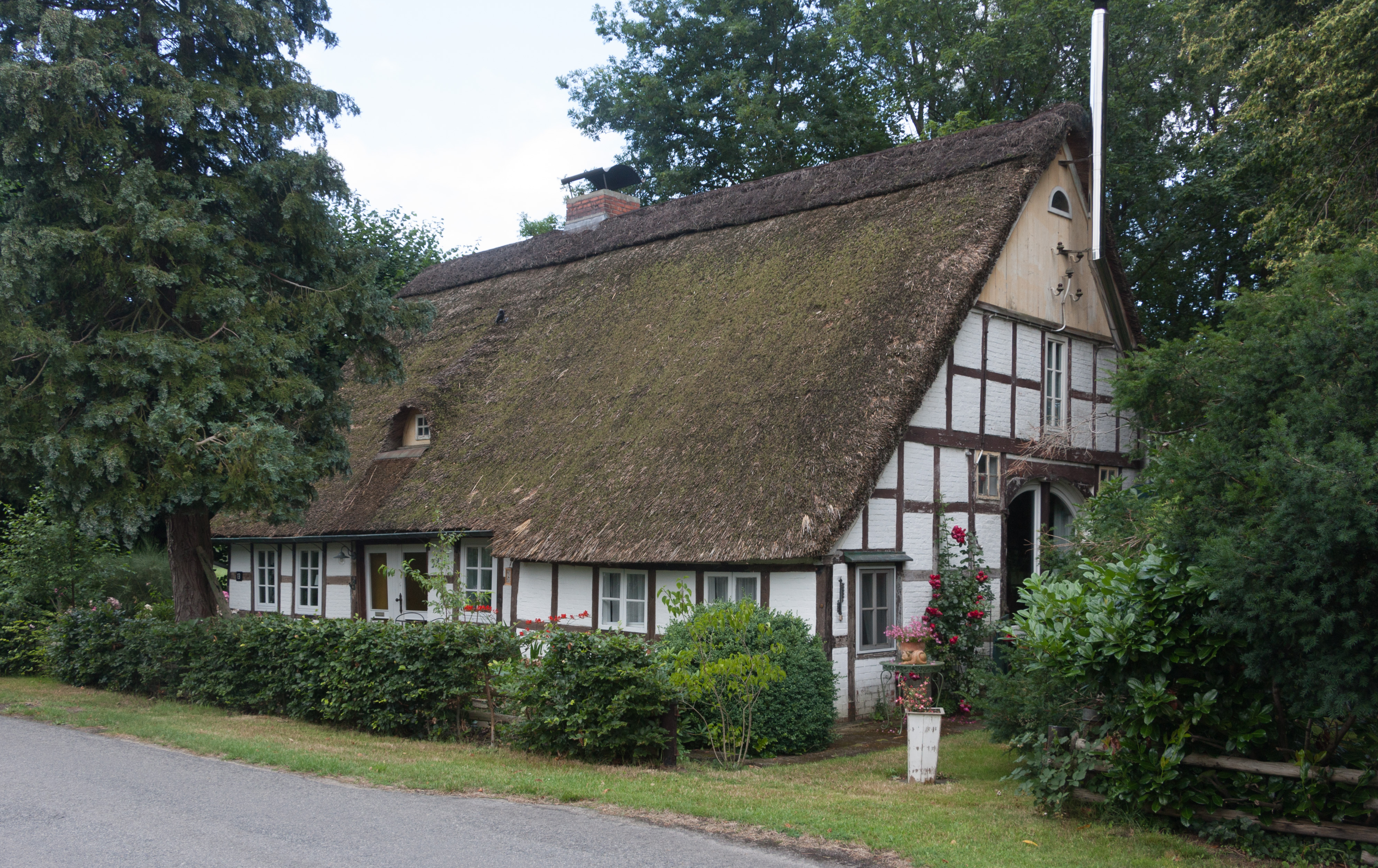
Monumentaal boerderijtje (1850), Dobrock